# 0372

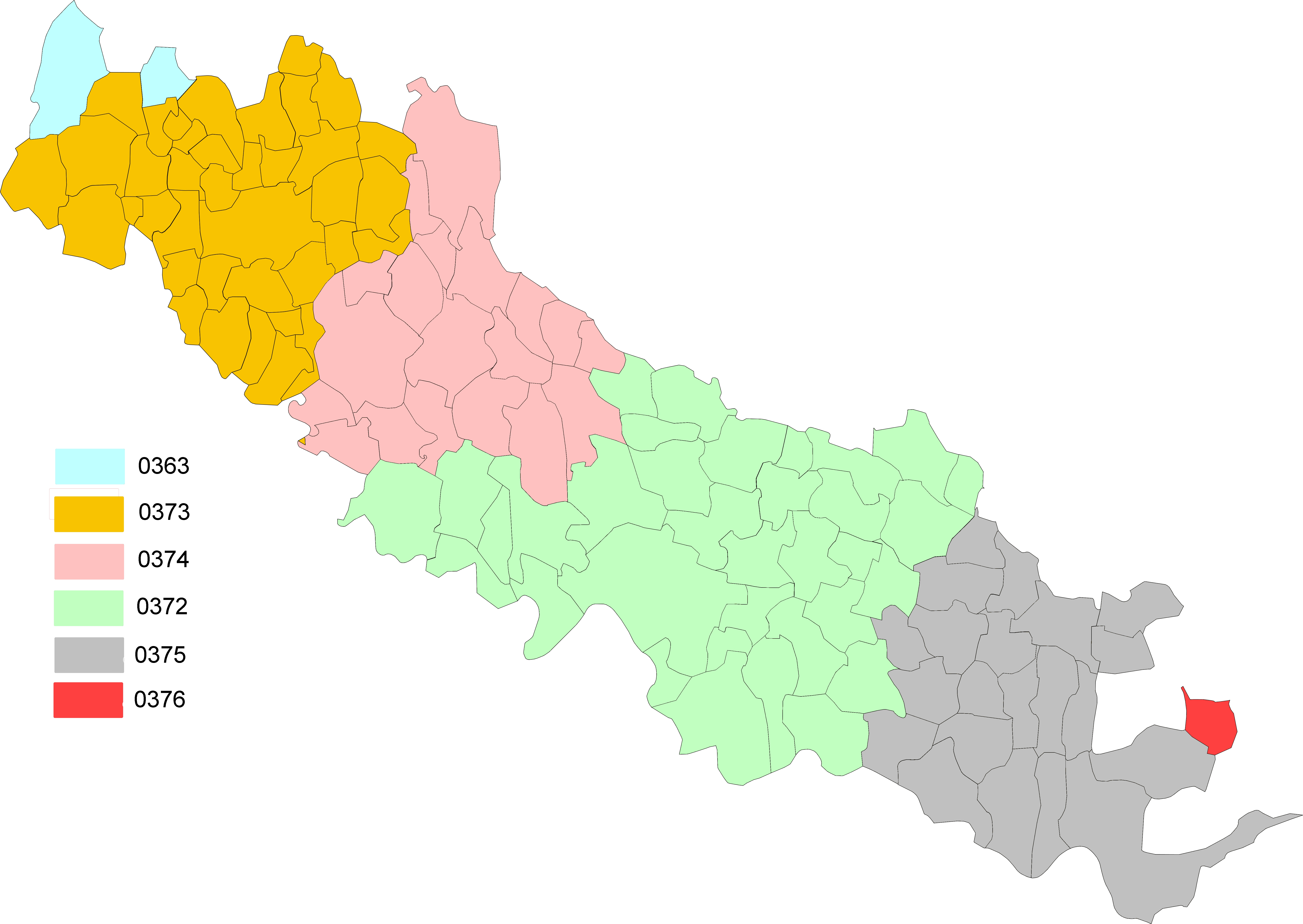
Mappa dei prefissi telefonici nella provincia di Cremona

0372 è il prefisso telefonico del distretto di Cremona, appartenente al compartimento di Milano.
Il distretto comprende la parte sud-occidentale della provincia di Cremona. Confina con i distretti di Brescia (030) a nord, di Mantova (0376) a nord-est, di Casalmaggiore (0375) a est, di Parma (0521) a sud-est, di Fidenza (0524) e di Piacenza (0523) a sud, di Codogno (0377) a ovest e di Soresina (0374) a nord-ovest.

## Aree locali e comuni
Il distretto di Cremona comprende 36 comuni compresi nelle 2 aree locali di Cremona (ex settori di Cremona e Grumello Cremonese ed Uniti) e Vescovato (ex settori di Robecco d'Oglio, Sospiro e Vescovato). I comuni compresi nel distretto sono: Acquanegra Cremonese, Bonemerse, Bordolano, Cappella de' Picenardi, Castelverde, Cella Dati, Cicognolo, Corte de' Cortesi con Cignone, Corte de' Frati, Cremona, Crotta d'Adda, Derovere, Gabbioneta-Binanuova, Gadesco-Pieve Delmona, Gerre de' Caprioli, Grontardo, Grumello Cremonese ed Uniti, Malagnino, Olmeneta, Ostiano, Persico Dosimo, Pescarolo ed Uniti, Pessina Cremonese, Pieve d'Olmi, Pieve San Giacomo, Pizzighettone, Pozzaglio ed Uniti, Robecco d'Oglio, San Daniele Po, Scandolara Ripa d'Oglio, Sesto ed Uniti, Sospiro, Spinadesco, Stagno Lombardo, Vescovato e Volongo .